# Közönséges denevér

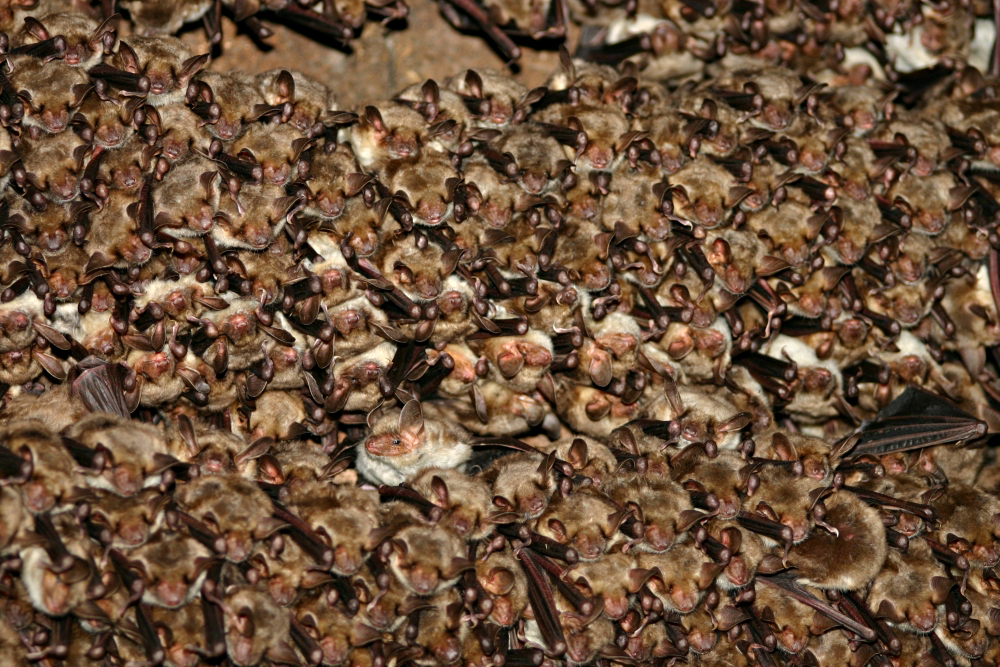
Közönséges denevérek kolóniája

A közönséges denevér (Myotis myotis) az emlősök (Mammalia) osztályának denevérek (Chiroptera) rendjébe, ezen belül a kis denevérek (Microchiroptera) alrendjébe és a simaorrú denevérek (Vespertilionidae) családjába tartozó faj.
A Myotis emlősnem típusfaja.

## Előfordulása
A közönséges denevér Európában él Skandinávia és az északkeleti rész kivételével, valamint Nyugat-Törökország és a Közel-Kelet egyes részein is előfordul. Az 50-es években Dél-Angliában is megtelepedett, azonban a 90-es években valószínűleg kipusztult. Magyarországon gyakori faj.

## Alfajai
- Myotis myotis macrocephalicus Harrison & Lewis, 1961
- Myotis myotis myotis Borkhausen, 1797

## Megjelenése
Az állat fej-törzs-hossza elérheti a 8 centimétert, farokhossza 4,8–6 centiméter, magassága 1,2–1,6 centiméter, füle 26–31 milliméter, mellső karhossza 4,5–6 centiméter, szárnyfesztávolsága 35–43 centiméter, testtömege pedig 27–40 gramm. A nagy felületű szárny erőteljes repülést tesz lehetővé. Szürkésbarna bunda fedi a hátat és a fejet, a hasoldal fehér. A lábnak fontos szerep jut a repülőhártya feszesen tartásában. Farka hosszú, és hártya köti össze a lábbal. Pofája részben csupasz, szürkés rózsaszín, szeme kicsi, orra egyszerű felépítésű. A nagy fülben hosszú, kissé hegyes fülredő helyezkedik el. A fülfedő nem éri el a fülhossz felét, a farokcsúcs túlér a farokvitorlán.

## Életmódja
A denevér éjjel aktív és társas lény. Kedveli a nyílt, ritkás erdőket. Szívesen él lakott területen is. Nyári szállásul régi épületek padlásait választja, ritkábban üreges fákat, mesterséges fészekodúkat. Barlangokban telel át. A csoportok telelésre 7-8 Celsius-fokos, magas páratartalmú barlangokat keresnek. Mindig a barlang mennyezetének legmagasabb részén függnek. Kora tavasszal a bejárathoz húzódnak. Néha magányosan telelnek. Rendszeresen előfordul, hogy 200 kilométernél nagyobb távokat megtesznek azért, hogy megfelelő barlangot találjanak. Nyáron későn kezd vadászni. Röpte egyenes vonalú, nyugodt. Táplálékai különféle rovarok, amelyeket magas frekvenciájú, echolokációs hangok segítségével találja meg. Táplálékszerzés közben akár 15 kilométerre is elbarangol a szállásától. Táplálékát nagyobb részben a talajon, ritkábban röptében fogja és fogyasztja el. A hőmérséklet viszonylag kevéssé befolyásolja vadásztevékenységüket, nagy termetük révén ugyanis hőmérsékletüket jobban képesek tartani, mint a kisebb fajok. A közönséges denevér 20 évnél is többet élhet.

## Szaporodása
Az ivarérettséget 1-2 éves korban éri el. A párzási időszak ősszel és télen van. A vemhesség 2 hónapig tart, ennek végén 1 kölyök születik. A késleltetett beágyazódás miatt a kölykök júniusban vagy júliusban jönnek a világra. Születésükkor a kölykök csupaszok, rózsaszínűek és vakok. Háromhetesen képesek repülni. A kölykezőszálláson hangos az élet. Az egyéves hímeket a közelben vagy akár a kölykezőhelyeken is megtűrik. Tartják a kapcsolatot a szomszédos kolóniákkal, és már többször megfigyelték, hogy a nőstények kicsinyeikkel egy másik kölykezőszállásra költöztek.